# Манькова, Светлана Константиновна
Светла́на Константи́новна Манько́ва (1 декабря 1962, Свердловск, РСФСР, СССР) — советская гандболистка, бронзовый призёр Олимпийских игр. Заслуженный мастер спорта СССР (1984).

## Карьера
В 1986 году на чемпионате мира в Нидерландах Светлана Манькова завоевала золото.
На Олимпийских играх 1988 года Манькова в составе сборной СССР выиграла бронзовую медаль. На турнире провела 3 матча и забила 1 гол.
Двукратная обладательница Кубка чемпионов в сезонах 1986/87 и 1987/88.

## Образование
Выпускница Уральского политехнического института и Киевского государственного института физической культуры.